# حجافة (حزم العدين)

تعديل مصدري - تعديل

حجافة هي إحدى قرى عزلة حقين بمديرية حزم العدين التابعة لمحافظة إب، بلغ تعداد سكانها 757 نسمة حسب تعداد اليمن لعام 2004.